# Latvijas Jūras spēki
Le Latvijas Jūras spēki (in lettone Forze navali lettoni) costituiscono l'attuale marina militare della Lettonia, componente navale delle Nacionālie Bruņotie Spēki (le forze armate lettoni). Istituita nel 1919, venne sciolta a seguito dell'annessione all'Unione Sovietica della Lettonia nel marzo del 1940; venne poi ricostituita nel 1991, quando la nazione riottenne l'indipendenza.
Con un organico in tempo di pace di 474 uomini, compito principale della marina lettone è la protezione e il controllo delle acque territoriali e della zona economica esclusiva nazionale, nonché la conduzione di operazioni di ricerca e soccorso in mare e di monitoraggio ecologico; particolare enfasi è data inoltre alla bonifica di tratti di mare da mine navali. Le unità navali lettoni hanno partecipato a tutte le più importanti esercitazioni navali internazionali tenutesi nel Baltico
dal 1991 (U.S. BALTOPS, COOPERATIVE JAGUAR, AMBER SEA, OPEN SPIRIT, COOPERATIVE VENTURE, BALTIC CHALLENGE, etc.), e, dal 1998, sono parte integrante del Baltic Naval Squadron (BALTRON), di cui la Lettonia è membro fondatore. Come membro della NATO dal marzo del 2004, la Lettonia partecipa con le sue unità navali alle operazioni dello Standing NATO Response Force Mine Countermeasures Group 1. La guardia costiera lettone è parte integrante della marina.

## Storia

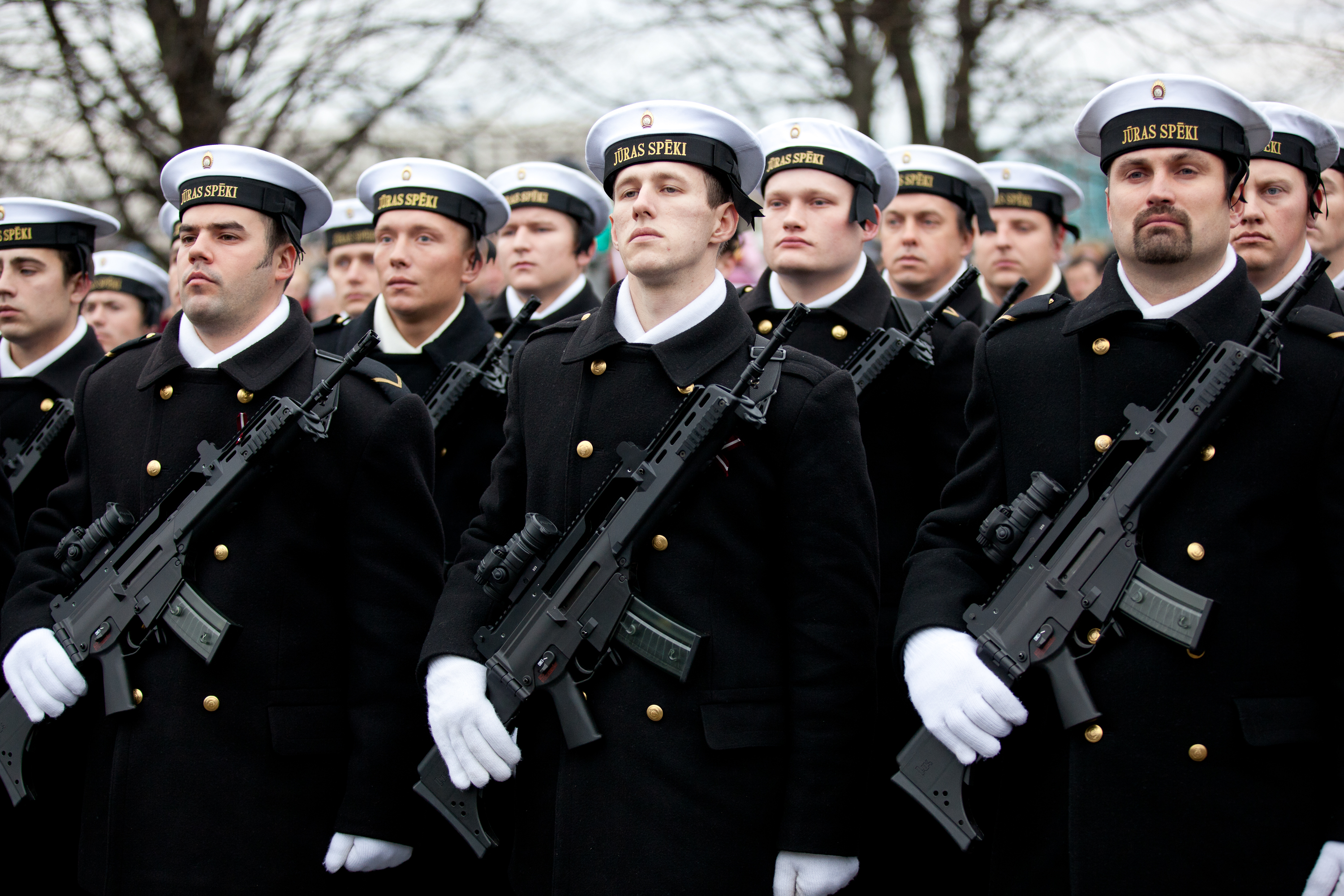
Marinai lettoni in parata

Indipendente dal novembre del 1918, la Lettonia istituì la sua prima forza navale il 10 agosto 1919, quando presso il quartier generale dell'esercito lettone venne creata la Divisione navale, poi trasformata in forza armata indipendente nel 1920. La neonata marina partecipò attivamente ai combattimenti della guerra d'indipendenza lettone (tra il dicembre del 1918 ed l'agosto del 1920), usando un miscuglio di navi commerciali, battelli a vapore e chiatte. La prima nave da guerra lettone venne varata nel giugno del 1921, anche se ristrettezze finanziarie della nazione impedirono ulteriori costruzioni; una piccola componente aerea venne costituita nel dicembre del 1922. La Divisione navale venne ribattezzata Squadrone di difesa costiero nel 1924, per poi assumere l'attuale denominazione nel 1938. La marina lettone venne sciolta a seguito dell'annessione della nazione all'Unione Sovietica nel marzo del 1940, e le sue unità assorbite dalla Flotta del Baltico sovietica.
Tornata indipendente nell'agosto del 1991, al Lettonia ricostruì immediatamente le sue forze armate, tra cui la marina. Nel 1994 le forze navali lettoni vennero riorganizzate in due Regioni Militari (Regione Meridionale, con comando a Liepāja, e Regione Centrale, con comando a Riga), in un battaglione difesa costiera (comando a Ventspils), ed in un Centro di formazione (situato a Liepaja). Nel 1998, insieme alle altre repubbliche baltiche, la Lettonia contribuì alla formazione del Baltic Naval Squadron, ed il capitano lettone Ilmars Lesinski ne divenne il primo comandante. Con l'entrata nella NATO, la marina lettone venne ulteriormente riorganizzata ed ampliata.

## Unità

### Flotta attuale
| Nome                           | Origine              | Classe               | Tipo                             | Dislocamento         | Varo                 | Entrata in servizio  | Note                                  |                      |
| Squadrone cacciamine           | Squadrone cacciamine | Squadrone cacciamine | Squadrone cacciamine             | Squadrone cacciamine | Squadrone cacciamine | Squadrone cacciamine | Squadrone cacciamine                  | Squadrone cacciamine |
| ------------------------------ | -------------------- | -------------------- | -------------------------------- | -------------------- | -------------------- | -------------------- | ------------------------------------- | -------------------- |
| A-53 Virsaitis                 | Norvegia             | Classe Vidar         | posamine                         | 1700t                | 1978                 | 2003                 | Nave ammiraglia della marina lettone. |                      |
| M-04 Imanta                    | Paesi Bassi          | Classe Tripartite    | cacciamine                       | 605t                 | 1984                 | 2007                 |                                       |                      |
| M-05 Viesturs                  | Paesi Bassi          | Classe Tripartite    | cacciamine                       | 605t                 | 1984                 | 2007                 |                                       |                      |
| M-06 Tālivaldis                | Paesi Bassi          | Classe Tripartite    | cacciamine                       | 605t                 | 1984                 | 2007                 |                                       |                      |
| M-07 Visvaldis                 | Paesi Bassi          | Classe Tripartite    | cacciamine                       | 605t                 | 1984                 | 2007                 |                                       |                      |
| Squadrone pattugliatori        |                      |                      |                                  |                      |                      |                      |                                       |                      |
| A-90 Varonis                   | Paesi Bassi          | Classe Buyskes       | nave per sondaggi idrogeografici | 1080t                | 1973                 | 2004                 | Utilizzata anche come nave appoggio   |                      |
| P-05 Skrunda                   | Germania             | Classe Skrunda       | pattugliatore veloce             | 125t                 | 2011                 | 2011                 |                                       |                      |
| P-06 Cēsis                     | Germania             | Classe Skrunda       | pattugliatore veloce             | 125t                 | 2011                 | 2012                 |                                       |                      |
| P-07 Viesīte                   | Germania             | Classe Skrunda       | pattugliatore veloce             | 125t                 | 2012                 | 2012                 |                                       |                      |
| P-08 Jelgava                   | Germania             | Classe Skrunda       | pattugliatore veloce             | 125t                 | 2013                 | 2013                 |                                       |                      |
| P-09 Rēzekne                   | Germania             | Classe Skrunda       | pattugliatore veloce             | 125t                 | 2013                 | 2014                 |                                       |                      |
| Distaccamento Guardia Costiera |                      |                      |                                  |                      |                      |                      |                                       |                      |
| KA-01 Kristaps                 | Svezia               | Classe KBV           | pattugliatore                    | 17t                  | 1964                 | 1993                 |                                       |                      |
| KA-06 Gaisma                   | Svezia               | Classe KBV           | pattugliatore                    | 17t                  | 1963                 | 1994                 |                                       |                      |
| KA-08 Saule                    | Svezia               | Classe KBV           | pattugliatore                    | 17t                  | 1963                 | 1994                 |                                       |                      |
| KA-09 Klints                   | Svezia               | Classe KBV           | pattugliatore                    | 17t                  | 1963                 | 1994                 |                                       |                      |
| KA-14 Astra                    | Svezia               | Classe KBV           | pattugliatore                    | 17t                  | 1963                 | 1994                 |                                       |                      |